# ذي فنان (السدة)

تعديل مصدري - تعديل

ذي فنان محلة تابعة لقرية رباط العثماني، التابعة لعزلة بني العثمانيين بمديرية السدة إحدى مديريات محافظة إب في الجمهورية اليمنية.، بلغ تعداد سكانها 29 حسب تعداد اليمن لعام 2004.